# Sportovec roku 1997

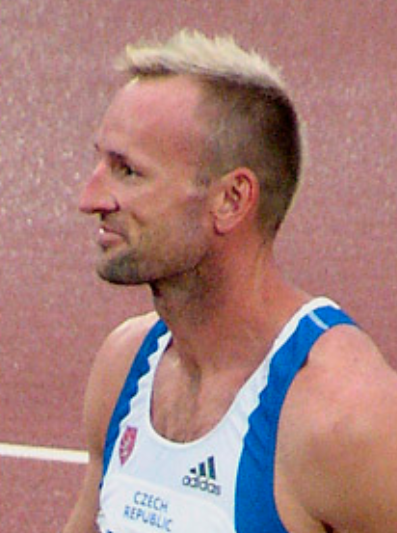
Tomáš Dvořák

Sportovec roku 1997 byl 39. ročník ankety Sportovec roku a pátý v samostatném Česku. Vítězem se stal desetibojař Tomáš Dvořák, který se toho roku stal v Athénách mistrem světa. V družstvech triumfovala česká hokejová reprezentace, která získala bronz na mistrovství světa ve Finsku.

## První desítka jednotlivci
1. Tomáš Dvořák (atletika)
2. Dominik Hašek (lední hokej)
3. Martin Doktor (kanoistika)
4. Šárka Kašpárková (atletika)
5. Jana Novotná (tenis)
6. Jaromír Jágr (lední hokej)
7. Jiří Němec (fotbal)
8. Kateřina Neumannová (lyžování)
9. Petr Korda (tenis)
10. Eva Němcová (basketbal)

## První trojka družstva
1. česká hokejová reprezentace
2. česká ženská volejbalová reprezentace
3. fotbalisté Sparty Praha